# Lioubov Roudovskaïa
Lioubov Ivanovna Roudovskaïa (en russe : Любовь Ивановна Рудовская ; en ukrainien : Любовь Іванівна Рудовська), née Timofeïeva (en russe : Любовь Ивановна Тимофеева ; en ukrainien: Любовь Іванівна Тимофеєва) le 5 novembre 1950 à Odessa (RSS d'Ukraine), est une ancienne joueuse soviétique puis ukrainienne de volley-ball.
Elle est médaillée d'argent aux Jeux de 1976.

## Carrière
Roudovskaïa est médaillée d'argent lors des Jeux olympiques d'été de 1976.

## Palmarès
- Jeux olympiques
  -  1976 à Montréal.